# 신호등 (노래)
신호등은 한국의 싱어송라이터 이무진의 노래이다. 2021년 5월 14일(3주년) 발매되었다. 2020년 한국의 음악 오디션 프로그램 싱어게인에서 3위를 차지한 이후의 첫 싱글 음반이다.

## 참여자 정보
- 이무진 - 보컬, 작곡, 작사, 편곡
- 유종호 - 편곡[3]

## 가사
신호등의 가사는 운전면허를 갓 딴 초보운전자를 사회 초년생인 사람에 빗대어 작사되었고, 어찌할 바 모르는 젊은 사람들, 20대 청춘을 주제로 한 곡이다. K-pop 음악의 대부분의 주제가 사랑에 관련되어 있어 많은 사람들이 지쳐가고 있던 도중, 〈신호등〉의 가사는 20대 청춘을 소재로 하였기에 인기몰이를 했다는 분석 역시 존재한다.

## 인증
| 국가                        | 인증     | 판매량/출하량 |
| 스트리밍                    | 스트리밍 | 스트리밍      |
| --------------------------- | -------- | ------------- |
| 대한민국 (KMCA)             | 플래티넘 | 100,000,000   |
| 스트리밍을 기반으로 한 인증 |          |               |